# Матишівка
Матиші́вка (у минулому — Матищівка, Матишевський, Мятишівка, Матиєвка, Уханівка, Ней-Блюменфельд) — село в Україні, у Роздільнянській міській громаді Роздільнянського району Одеської області. Населення становить 322 осіб. Належить до Кам'янського старостинського округу.

## Географія
Селом тече Балка Мигліва.

## Історія

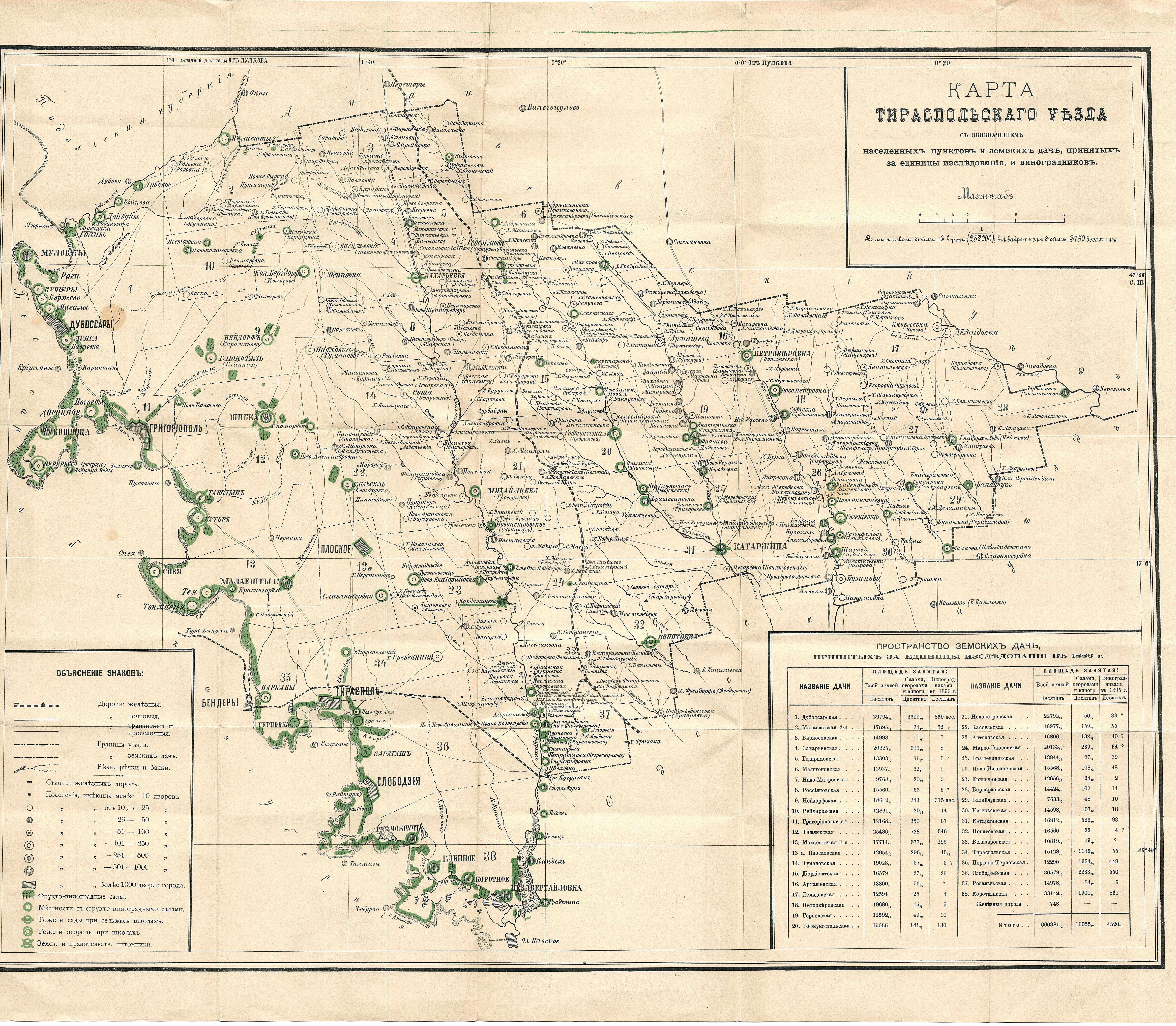
хутір Уханівка на карті 1886 року

У 1856 році на хуторі Уханівка (Матюшев) при Уханівій балці Тираспольського повіту Херсонської губернії мешкало 41 особа (16 чоловік та 25 жінок), 13 дворів. На півночі від нього знаходився хутір Куликовського.
У 1887 році на хуторі Матяшевському (Уханівка) Розалівської волості Тираспольського повіту Херсонської губернії мешкало 156 осіб (71 чоловік та 85 жінок).
Станом на 20 серпня 1892 року при хуторі Мятишівка 1-го стану були польові (396 десятин, 2139 сажнів), садові та городні (1 десятина) землеволодіння Міллера Франца Францевича, а також (135 десятин) Шилле Амвросія Івановича, Петра та Іогана Амвросієвича і Янаря Ігнатія Михайловича (поселенці).
У 1896 році на хуторі Матишівський (Уханова) Розалівської волості Тираспольського повіту мешкало 71 особа (33 чоловіка, 38 жінок), було 12 дворів.
У 1916 році у хуторі Уханівка Понятівської волості Тираспольського повіту мешкало 104 особи (46 чоловіків, 58 жінок), було 19 дворів.
На 1907 рік на хуторі Матишівка Понятівської волості мешкала 31 особа — 16 жінок та 15 чоловіків. Дворів було 4.
У 1926 році хутір входив до складу Амбросиївської сільради Фрідріх-Енгельсовського (Зельцького) району.
1 лютого 1945 року до складу хутора Матишівка увійшов хутір Юргівка. Згодом хутір Матишівка ввійшов до Розалівки.
Станом на 1 вересня 1946 року хутір Матишівка входив до складу Жовтневої сільської ради.
У рамках декомунізації у селі була перейменована вулиця Куйбишева, нова назва – Дружба.
У результаті адміністративно-територіальної реформи село ввійшло до складу Роздільнянської міської територіальної громади та після місцевих виборів у жовтні 2020 року було підпорядковане Роздільнянській міській раді. До того село входило до складу ліквідованої Кам'янської сільради.
22 вересня 2022 року Роздільнянська міська рада в рамках дерусифікації перейменувала у селі вулицю Белінського на Уханівську.

## Населення
Населення у різні роки: 71 (1896), 103 (1906), 104 (1916), 101 (1926), 273 (1943).
Згідно з переписом УРСР 1989 року чисельність наявного населення села становила 174 особи, з яких 70 чоловіків та 104 жінки.
За переписом населення України 2001 року в селі мешкала 251 особа.

### Мова
Розподіл населення за рідною мовою за даними перепису 2001 року:
| Мова       | Відсоток |
| ---------- | -------- |
| українська | 78,66 %  |
| російська  | 14,62 %  |
| молдовська | 5,93 %   |
| болгарська | 0,79 %   |